# Восточнославянские ужские говоры

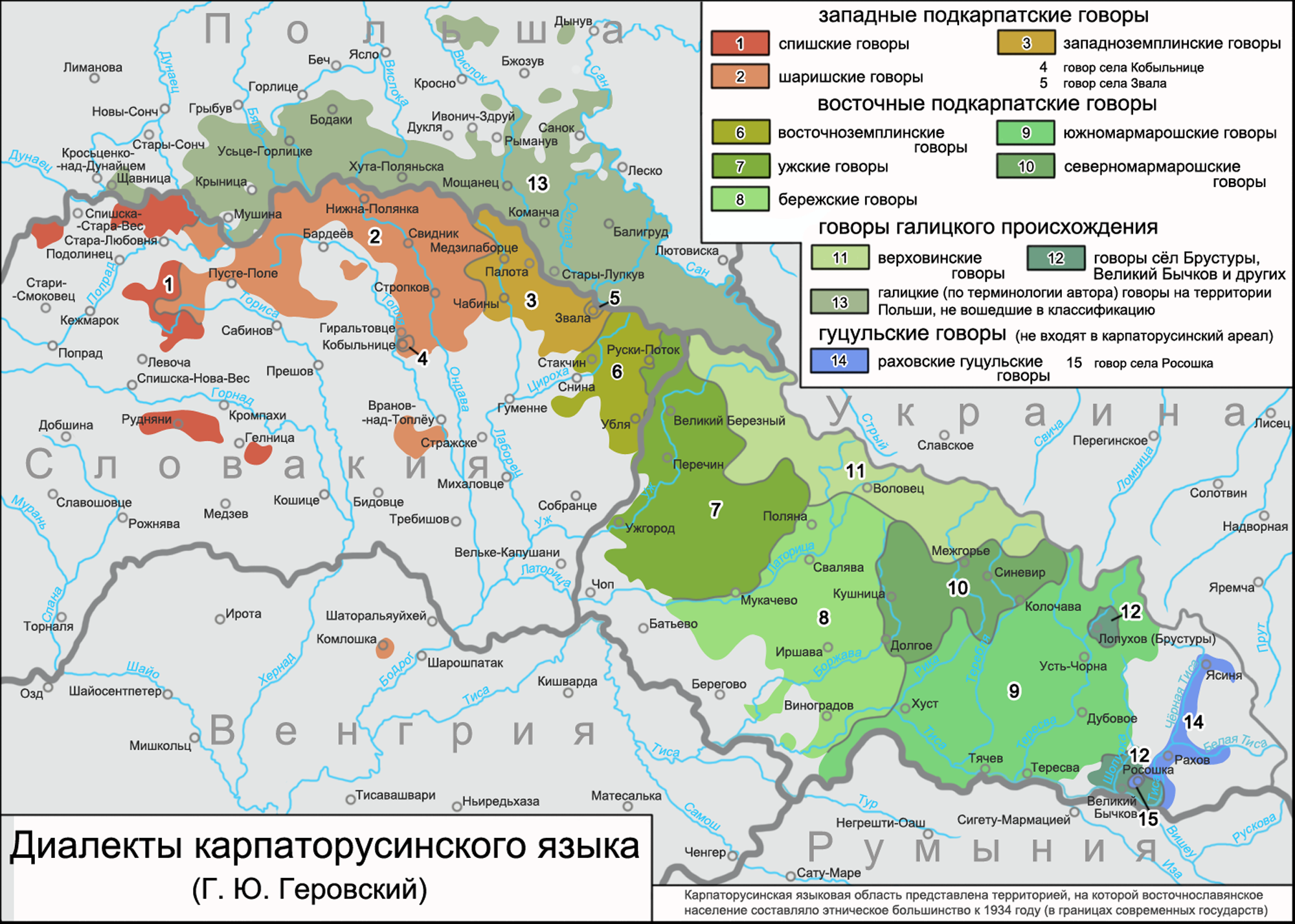
Область распространения ужских говоров на карте карпаторусинских диалектов (по классификации Г. Ю. Геровского)

У́жские восточнославя́нские го́воры (также ужанские говоры, ужско-лаборецкие говоры, западнозакарпатские говоры; русин. ужанськый діалект; укр. ужанські  говірки, ужансько-лаборецькі говірки, західнозакарпатські говірки) — восточнославянские говоры, распространённые в центральной части Ужгородского района и в западной части Мукачевского района Закарпатской области Украины. Выделяются в классификациях Г. Ю. Геровского и И. А. Дзендзелевского примерно в одинаковых границах. Рассматриваются как часть закарпатской группы говоров юго-западного наречия украинского языка или как часть восточного диалектного ареала карпаторусинского языка. Г. Ю. Геровский включал ужские говоры в состав подкарпаторусского диалекта малорусского наречия русского языка.

## Область распространения
Ужские говоры сформировались на большей части территории Ужского комитата Венгерского королевства. Согласно описанию Г. Ю. Геровского на востоке область распространения ужских говоров граничит с ареалом бережских говоров — граница проходит от Уклина на юг к селу Поляна, затем — на юго-запад через сёла Обава, Косино и Шелестово (в настоящее время — часть Кольчина), далее — по долине реки Вызница к селу Росвигову (в настоящее время — район Мукачева) и по долине реки Латорица к сёлам Старое Давыдково и Великие Лучки. На юге граница ужского диалектного региона проходит по течению Латорицы к югу и юго-западу от села Середнего 
и далее совпадает с границей распространения венгерского и русинского языков вплоть до Ужгорода. В западной части граница проходит по реке Уж от Ужгорода к северу до Великого Березного, затем — по реке Уличке до села Улича и через село Русский Поток к Новоселицам на границе Чехии и Польши, откуда поворачивает в юго-восточном направлении к Кострину-на-Уже, Буковцову, Симиркам и далее — до села Изворгская Гута.

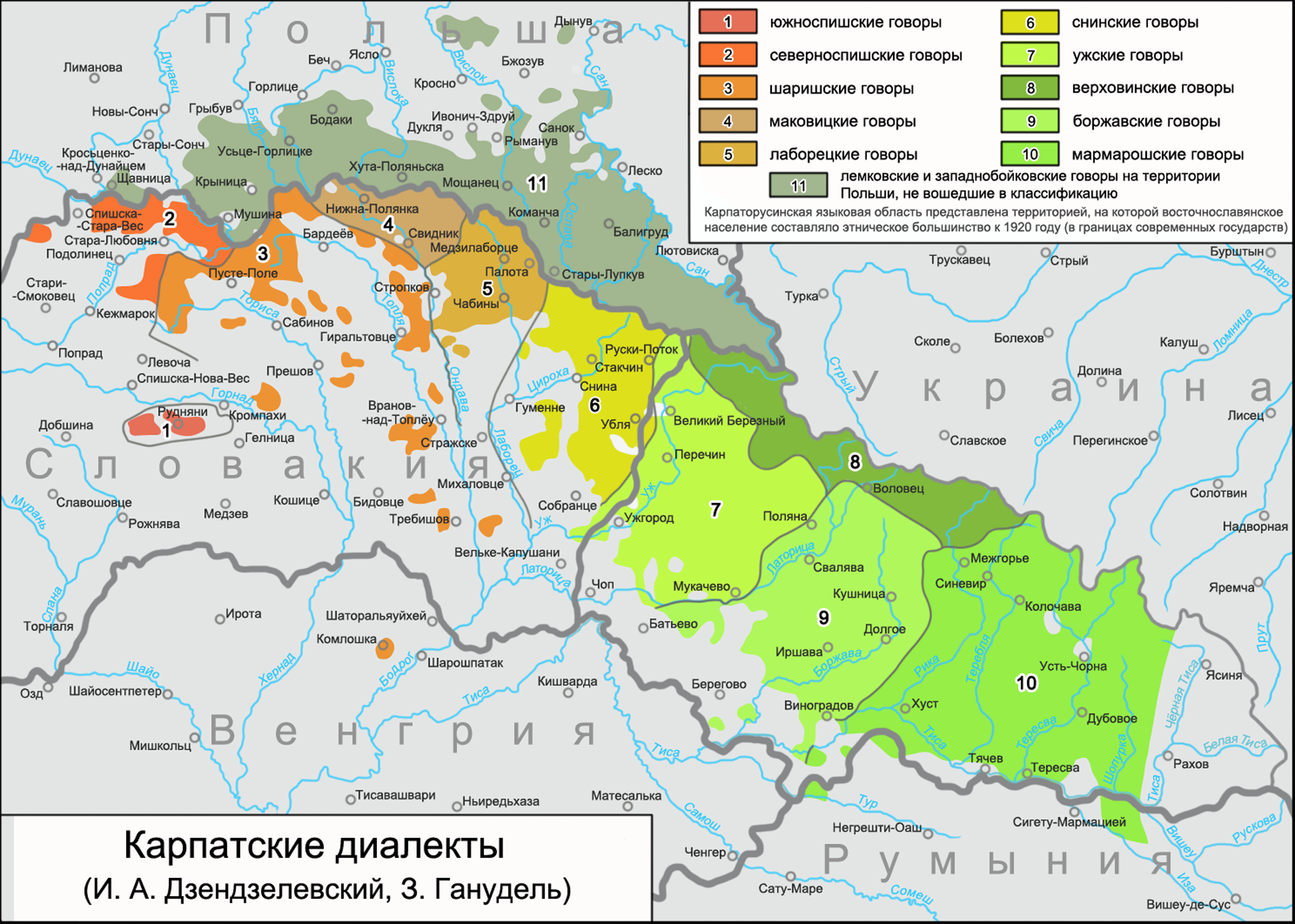
Область распространения ужских говоров на карте карпатского диалектного региона (по классификации И. А. Дзендзелевского)

Согласно диалектологической карте подкарпаторусского диалекта Г. Ю. Геровского, область распространения ужских говоров на востоке и юго-востоке граничит с ареалом бережских (боржавских) говоров, на севере и северо-востоке — с ареалом верховинских говоров, на северо-западе — с ареалом восточноземплинских говоров, на юго-западе — с ареалами словацкого и венгерского языка.

## Диалектные особенности
Основным диалектным признаком, по которому ужская группа говоров выделяется в закарпатском регионе, является распространение континуантов этимологических гласных о и е в новозакрытом слоге — у, ‘у: кун’ «конь», вул «вол»; мнуд (наряду с мед) «мёд», луд (наряду с лед) «лёд», н‘ус «нёс», п‘ук «пёк» (при наличии i на месте е в ряде позиций — ôс’ін’ «осень», піч «печь»). Подобный «укающий» тип произношения распространён также в восточной части карпаторусинской территории — в ареале мармарошских говоров.
Также в ужских говорах, по данным Г. Ю. Геровского, отмечаются такие диалектные явления, как:
- произношение гласной и в позиции после заднеязычных к, г, х: ки́снути «киснуть», но́ги «ноги», хи́жа «дом»; в северо-западной части ужского диалектного ареала — в долине Улички, в этой же позиции распространено произношение гласной ы: кы́снути, но́гы, хы́жа;
- произношение гласной ы после шипящих согласных: шы́ло «шило», шы́ти «шить», жы́то «рожь»;
- наличие мягкой согласной ч: ч’и́стый «чистый»;
- употребление слова пут’ в женском роде (родительный падеж — пут’и́), в говорах Мукачевского района пут’ является словом мужского рода (родительный падеж — пут’а́);
- наличие флексии -і у имён прилагательных в форме именительного падежа множественного числа: золоты́й «золотой» > зôлôт’í «золотые», молоды́й «молодой» > мôлôд’í «молодые»;
- формы вопросительных местоимений хто «кто» и што «что» в большей части говоров, при этом в говорах долины реки Турьей Мукачевского района отмечается форма ко «кто», а в говорах долины Уж — форма шо наряду с што «что»;
- различия в распространении глаголов типа пле́сти «плести», ве́сти «вести», ме́сти «мести», бости́ «бодать» в форме прошедшего времени:
  - плуг «плёл», вуг «вёл», мнуг «мёл», буг «бодал» — в говорах Мукачевского района у села Середнего, в долине реки Турьей и в примыкающих к долине горах на северо-западе, а также к северу от Великого Березного за рекой Уж, начиная от сёл Соль и Кострина, и в соседней с этой территорией северо-восточной части Снинского района;
  - пл’уў «плёл», в’уў «вёл», мл’уў «мёл», буў «бодал» — в долине реки Уж и в районе, начинающемся к востоку от Ужгорода, включая село Середнее;
- распространение аналитических форм будущего времени глаголов типа бу́ду и́сти или хо́чу и́сти «буду есть»;
- употребление союза же «что» западнославянского происхождения — ôўу́н говори́т’/гва́рит’ же при́jде «он говорит, что придёт», в восточной части ужского диалектного ареала (в Мукачевском районе) как и в бережских говорах распространён союз ож (ўôж);
- распространение слова лем «лишь, только», ареал которого начинается от западных бережских говоров на востоке и продолжается до западных границ карпаторусинской диалектной области.